# 新世界

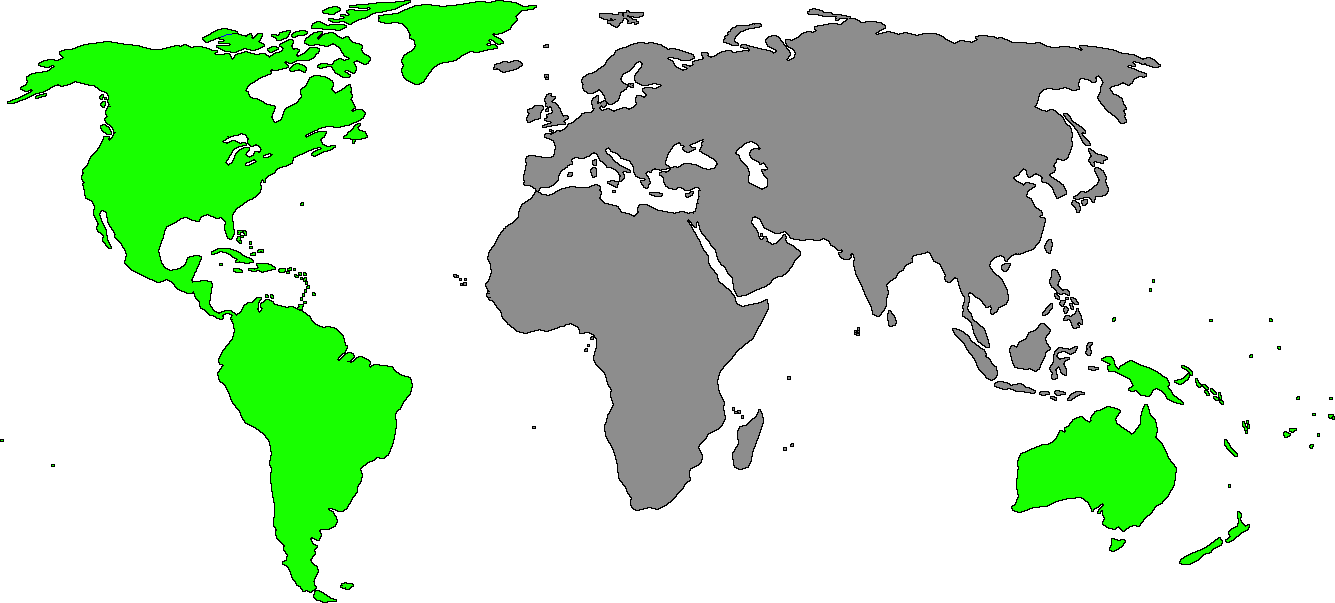
緑の地域（南北アメリカ大陸やオセアニア周辺）が大航海時代の新世界

新世界（しんせかい、英: New World、羅: Mundus novus）あるいは新大陸（しんたいりく、New Continent）とは、大航海時代に欧州人が新たに発見した土地を指す呼称、用語である。
この用語は、大航海時代（大発見時代）の最中の16世紀初頭にアメリゴ・ヴェスプッチがラテン語で Mundus novus（新世界）というタイトルの冊子を出版し、その中で、新たに発見された土地は新たな大陸から成っている、とする彼の結論を紹介したことで人々に知られるようになった。その結果、しばしば主に南北アメリカおよびその近隣の島々（太平洋諸島）を集合的に表すものとして用いられる。広義には、その後に発見されたオーストラリア大陸とその周辺諸島をも含む。
なお、これらの地域が発見される以前の欧州では「世界」というのはヨーロッパ、アジア、アフリカからのみ形成されていると信じられていた。上述の経緯により大航海で発見された大陸が「新世界」と呼ばれることになったので、欧州人の間で従来なら単に「世界」と呼ばれていた場所を、新世界と区別しつつ指すための新たな用語（レトロニム）が必要となり、「旧世界」（Old World）という用語がつくられた。

## 生物学
生物学の世界では、しばしば南北アメリカ大陸と同様の生物相を持つ地域を「新世界」と称し（新世界ザルなど）、今日の生物地理区では「新北区」及び「新熱帯区」に区分されている。また、オーストラリア大陸や太平洋諸島と同様の生物相を持つ地域は「オーストラリア区」および「オセアニア区」に区分される。生物相の違いは、地学分野のプレートテクトニクス理論においても、海進、海退や大陸分断の状況を判断する資料のひとつとして用いられる。
クリストファー・コロンブスがアメリカ大陸へ到達してから、植物や生物の流出入があり、生態系に変化がおきた。これはコロンブス交換と呼ばれる。

## ワイン
ワインにおける新世界ワインあるいはニューワールドワインとは、大航海時代以降にヨーロッパから製法が伝えられた地域で生産されるワインを指す。すなわち、南北アメリカとオセアニアに加え、地理上は旧世界に属する南アフリカや日本で生産されるワインも含む。